# یوشیکاتسو یوشیدا
یوشیکاتسو یوشیدا (انگلیسی: Yoshikatsu Yoshida؛ زادهٔ ۳۰ اکتبر ۱۹۴۱) کشتی‌گیر اهل ژاپن است.
وی در مسابقات کشوری و بین‌المللی در مجموع برندهٔ ۲ مدال طلا شده‌است.